# 微生物環
微生物環（びせいぶつかん、microbial loop）とは、溶存有機物質、従属栄養性細菌、および微小動物プランクトンの3者から構成される海洋における栄養経路のこと。微生物ループ、マイクロビアルループとも。
1980年代にAzamらによって提唱され、現在までに広く受け入れられている。
旧来、海洋における栄養経路は一次生産者である植物プランクトン（特に珪藻など大型のもの）、植食性動物プランクトン（カイアシ類など）、肉食性動物プランクトン（ヤムシなど）、および高次の捕食者からなるいわゆる「生食食物連鎖 (grazing food chain) 」が主であると考えられていた。しかし、海洋微生物の研究方法が発展するにしたがい、生物量が常に安定しているように見られる従属栄養性細菌は1日1分裂のオーダーでの増殖を行っている一方、これにほぼ匹敵する摂餌を鞭毛虫や繊毛虫といった微小動物プランクトンから受けており、生食食物連鎖に匹敵するかそれ以上のエネルギーや物質のフラックスが存在することが明らかになった。
微生物環においては摂餌に際して放出・排泄される有機物が再び従属栄養性細菌に利用されるため、「鎖」 (chain) ではなく、「環」 (loop) の語が使われている。そのため、微生物環における生産はほとんど正味の生産（純生産）にはならず、表層で循環しているのみである。また、シアノバクテリアなどごく小型のピコ植物プランクトンも増殖速度が高く、微小動物プランクトンの餌生物となることから微生物環の支流を形成すると考えられるが、栄養形態の違いからこれらを含めた栄養経路を微生物食物網 (microbial food webs) と区別することがある。
一般的に、貧栄養な外洋では生物過程による全エネルギー・炭素フラックスに占める微生物環の割合が沿岸や内湾よりも高い。